# Save Me (Joan Thiele)
Save Me è un singolo della cantautrice italiana Joan Thiele pubblicato l'8 gennaio 2016.

## Video musicale
Il video musicale, diretto da Giada Bossi, è stato pubblicato contestualmente all'uscita del singolo sul canale YouTube della cantante.

## Tracce
Testi e musiche di Joan Thiele.
1. Save Me – 3:46